# Río Mandovi
El Río Mandovi (en portugués: Rio Mandovi) es un cuerpo de agua en el estado de Goa en la costa oeste del país asiático de India. El río tiene una longitud de 77 km, 29 kilómetros en Karnataka y 52 kilómetros Goa. Se origina a partir de un grupo de 30 manantiales en Bhimgad en los Ghats Occidentales en el distrito de Belgaum , Karnataka. El río, cuenta con 2.032 kilómetros cuadrados de área de captación en Karnataka , mientras 1.580 kilómetros de su área de influencia están en Goa. Con sus aguas azul zafiro, las catarartas Dudhsagar y las de Varapoha también se les conoce como el Gomati en unos pocos lugares. Mandovi y el río Zuari son los dos ríos principales en el estado de Goa.
El Mandovi entra en Goa desde el norte a través de la Sattari Taluka en Goa y de Uttara Kannada de Karnataka cerca de la estación de tren de Castle Rock. El Mandovi fluye a través de Belgaum, Uttara Kannada en Karnataka y Cumbarjua, Divadi y Chodné en Goa, hasta que vierte sus aguas en el mar Arábigo. Mandovi se une con el Zuari en un punto común en Cabo Aguada, formando el puerto Mormugao.